# Hasselbrookstraße
Die Hasselbrookstraße ist eine 1,4 Kilometer lange Innerortsstraße im Hamburger Stadtteil Eilbek. Sie ist vorwiegend mit mehrgeschossigen Wohnhäusern und wenigen Geschäften bebaut. Sie liegt vollständig im Postleitzahlbereich 22089. 

## Lage
Die Hasselbrookstraße beginnt an der Landwehr und verläuft in östlicher Richtung bis zum Hammer Steindamm. Nach der Einmündung der Conventstraße von Norden kreuzt die Hasselbrookstraße den Hirschgraben, die Ritterstraße und den Peterskampweg, schließlich münden von Norden die Papenstraße und die Friedenstraße ein. Zwischen der Papenstraße und der Friedenstraße liegt an der Hasselbrookstraße der Jacobipark. Das Tempolimit beträgt auf der gesamten Strecke 30 km/h.

## Geschichte
Als die Eisenbahnlinie zwischen Hamburg und Lübeck 1864 gebaut wurde, führte ein Teil der Strecke durch den Hasselbrook, ein ehemaliges Bruchwaldgebiet zwischen den einstigen Dörfern und heutigen Stadtteilen Eilbek und Hamm. Nach dem Bahnbau wurde das Gebiet nördlich der Trasse, das vorher zu Hamm gehört hatte, der Vogtei Eilbek zugeschlagen und bis zur Jahrhundertwende dicht bebaut. Im Zweiten Weltkrieg wurde das Gebiet bei den Luftangriffen im Sommer 1943 fast vollständig zerstört. Nach dem Krieg wurde das Gebiet überwiegend mit Backsteinbauten neu aufgebaut, die das Gesicht des Hasselbrooks bis heute prägen.

## Persönlichkeiten
- Hans Fallada (1893–1947) lebte 1928 vorübergehend in der Hasselbrookstraße (Nr. 54)[2]
- Max Schmeling (1905–2005) wuchs in der Hasselbrookstraße (Nr. 14) auf[3]

## Denkmalgeschützte Bauten

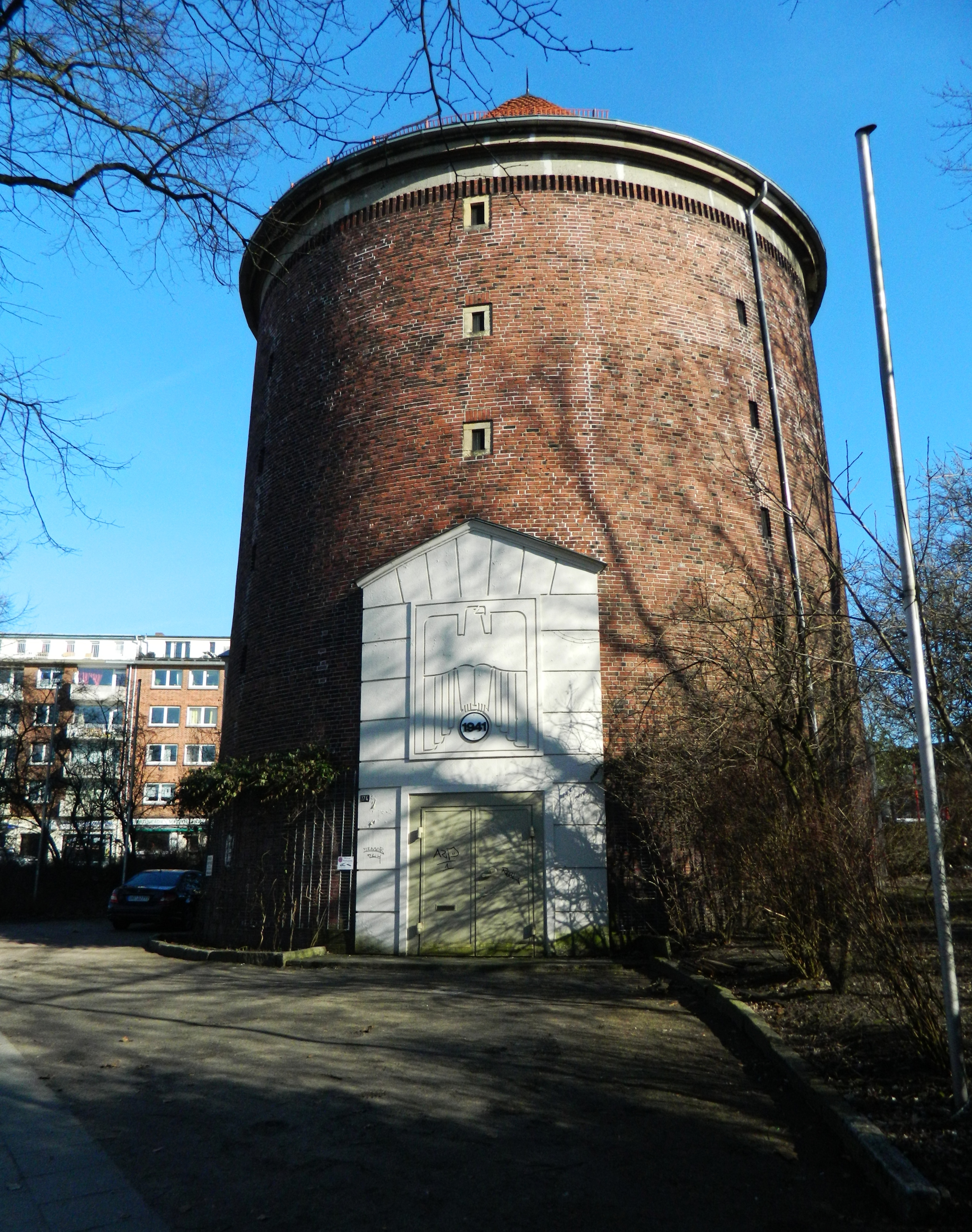
Der Turmbunker am Bahnhof Hasselbrook

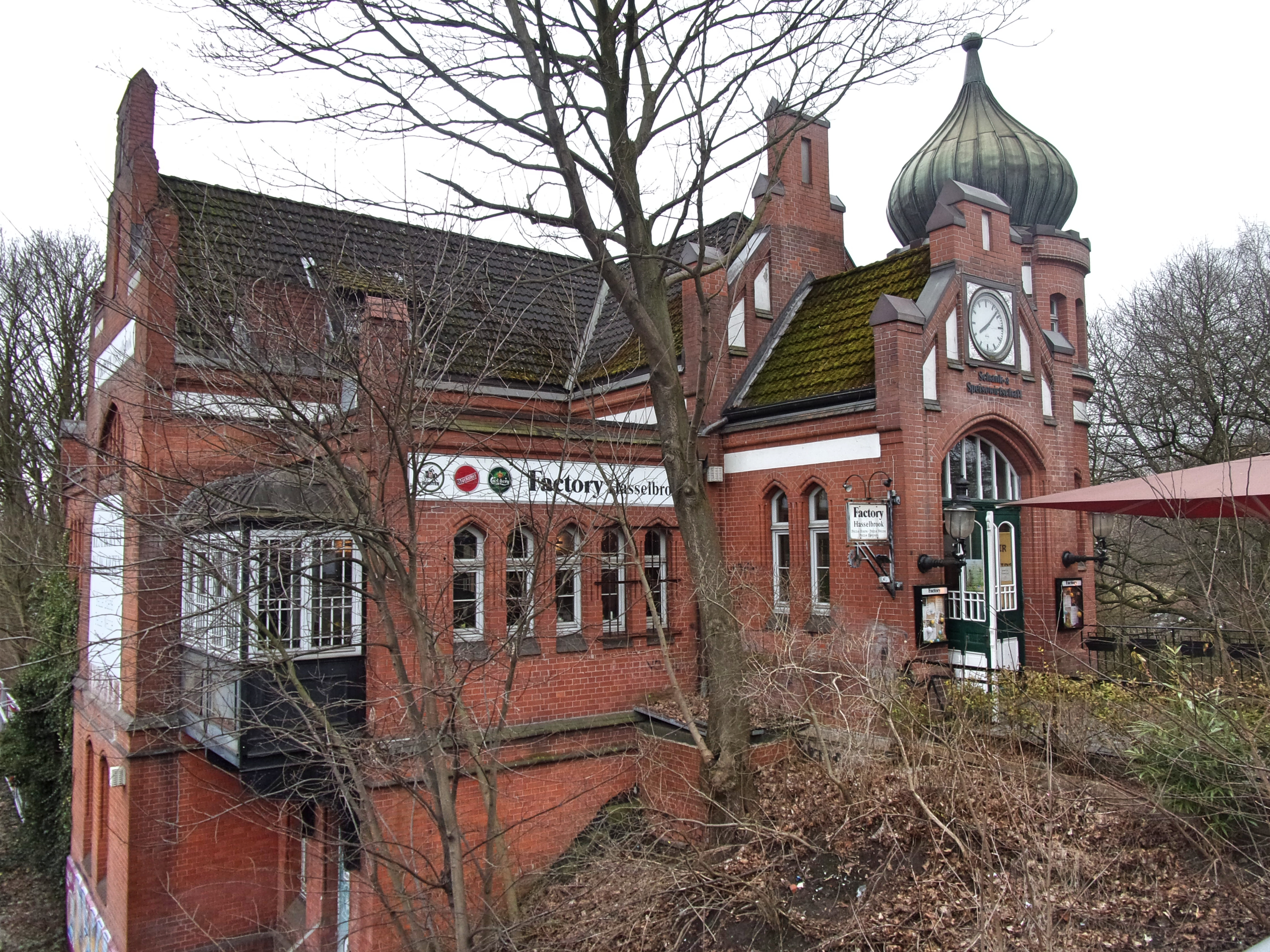
Das alte Bahnhofsgebäude am Bahnhof Hasselbrook

- Hasselbrookstr. 25 (Hinterhof): Fabrikgebäude von 1905, bis 2021 Spielstätte des Fundus-Kindertheaters
- Hasselbrookstr. 61, Ecke Ritterstr. 44: Schule Hasselbrook von 1907
- Hasselbrookstr. 172: Bahnhof Hasselbrook, wird heute als Gaststätte genutzt
- Hasselbrookstr. 174: Luftschutzbunker der Bauart Zombeck von 1941